# Tytthoscincus hallieri
Tytthoscincus hallieri — вид сцинкоподібних ящірок родини сцинкових (Scincidae). Ендемік Калімантану.

## Поширення і екологія
Tytthoscincus hallieri мешкають на півночі і північному заході острова Калімантан, на території Індонезії, Брунею та малайзійських штатів Сабах і Саравак. Вони живуть у вологих рівнинних тропічних лісах, серед опалого листя, ґрунту, каміння і гнилої деревини.т Зустрічаються на висоті від 50 до 850 м над рівнем моря.